# Vũ Văn Hiền (chính khách)
Vũ Văn Hiền (1910 - 1961) là một nhà báo, chính khách, chuyên gia về Luật và Tài chính Việt Nam. Ông đồng sáng lập báo Thanh Nghị dưới thời Pháp thuộc, và là Bộ trưởng Bộ Tài chính trong chính phủ Trần Trọng Kim.

## Thân thế
Ông sinh năm 1910 tại thôn Thổ Cầu, xã Nghĩa Dân, huyện Kim Động, tỉnh Hưng Yên trong một gia đình nhà Nho nghèo. Mồ côi cha từ nhỏ, ông đã được họ hàng nuôi ăn học cho tới bằng Tú tài bản xứ. Từ đó, ông tự mưu sinh học tập, đỗ thủ khoa Cử nhân Luật tại Hà Nội năm 1937 và nhận được học bổng du học tại Pháp. Ông tốt nghiệp Tiến sĩ Luật khoa Đại học Paris năm 1939, với luận án "La propriété communale au Tonkin".

## Hoạt động chính trị
Khi Chiến tranh thế giới thứ hai bùng nổ, ông từ Pháp trở về quê hương. Từ 1939 đến 1941, ông làm trợ tá cho giám đốc Nha Tài chánh Đông Dương tại Hà Nội, trước khi mở văn phòng luật sư riêng của mình. Năm 1941, ông cùng Vũ Đình Hòe và Phan Anh chủ trương ra báo Thanh Nghị, cơ quan ngôn luận tập hợp những trí thức trẻ yêu nước. Ông là cây bút cột trụ của tờ báo, với bút hiệu Tân Phong. Tờ báo được phát hành cho tới năm 1945.
Ngày 9 tháng 3 năm 1945, Nhật đảo chính Pháp tại Đông Dương, tuyên bố trao trả độc lập cho Việt Nam. Vua Bảo Đại mời Trần Trọng Kim làm thủ tướng chính phủ, và nội các được thành lập ngày 17 tháng 4 năm 1945. Ông được mời tham gia chính phủ này ở chức Bộ trưởng Bộ Tài chính. Với tư cách đó, ông tích cực trong Hội đồng Cải cách Tư pháp và Tài chính gồm 16 thành viên với nhiệm vụ soạn thảo cơ cấu mới cho chính phủ Đế quốc Việt Nam.
Sau khi nhà nước Việt Nam Dân chủ Cộng hòa tuyên bố thành lập, Ông được mời tham gia phái đoàn Việt Nam, do Nguyễn Tường Tam dẫn đầu, đàm phán với Pháp tại Hội nghị Đà Lạt để chuẩn bị cho một hội nghị ở Pháp, với vai trò Tổng thư ký. Ông tiếp tục được chọn vào phái đoàn Việt Nam đi Hội nghị Fontainebleau diễn ra sau đó, nhưng cuối cùng ông bị bệnh nên đã không đi.
Sau ngày Toàn quốc kháng chiến, ông bị chính quyền thực dân Pháp bắt giam tại nhà tù Hỏa Lò Hà Nội một thời gian. Năm 1954, ông và gia đình di cư vào Nam, ở Sài Gòn. Từ đó ông ngừng mọi hoạt động chính trị. Tuy nhiên, ông vẫn tiếp tục sự nghiệp luật sư, nổi bật tại các phiên tòa xử những vụ án lớn về chính trị và tài chánh. Đồng thời, ông giảng dạy ở khoa Luật Đại học Sài Gòn.
Ông còn là tác giả của một số sách chuyên môn về kinh tế và tài chính, xuất bản ở Hà Nội và Sài Gòn.
Ông mất năm 1961 tại Sài Gòn.

## Gia đình
Vợ ông là bà Nguyễn Thị Quyên, từng phụ trách nhà xuất bản và tiệm sách Sông Nhị ở Hà Nội. Cuối đời, bà viết sách lịch sử và sáng tác văn chương, dưới bút hiệu Nguyễn Thi.

## Tác phẩm
- La propriété communale au Tonkin - nxb Sirey, Paris & nxb IDEO, Hà Nội - 1940
- L'impôt personnel et l'impôt des corvées de 1862 à 1936 - nxb IDEO, Hà Nội - 1940
- Les principales contributions indirectes en Indochine - nxb IDEO, Hà Nội - 1942
- Tiền vàng và tiền giấy - nxb Vĩnh Bảo, Sàigòn - 1949
- Nên biết qua pháp luật Việt Nam - nxb Vĩnh Bảo, Hà Nội - 1950
- Kinh tế học phổ thông - nxb Sông Nhị, Hà Nội - 1952
- Chế độ tài sản trong gia đình Việt Nam, tập I, Hôn sản & tự sản - nxb Bộ Quốc gia Giáo dục, Sàigòn - 1960
- Chế độ tài sản trong gia đình Việt Nam, tập II, Di sản - nxb Bộ Quốc gia Giáo dục, Sàigòn - 1960